# Hestiasula seminigra
Hestiasula seminigra är en bönsyrseart som beskrevs av Zhang 1992. Hestiasula seminigra ingår i släktet Hestiasula och familjen Hymenopodidae. Inga underarter finns listade i Catalogue of Life.